# Lijst van premiers van Kazachstan
Hieronder staat een chronologische lijst van premiers van Kazachstan.

## Premiers van Kazachstan (1991-heden)
| Premier | Premier                     | Ambtstermijn | Partij    |
| ------- | --------------------------- | ------------ | --------- |
|         | Sergej Teresjtsjenko        | 1991-1994    | n/p       |
|         | Akezhan Kazhegeldin         | 1994-1997    | PUKU      |
|         | Noerlan Balgimbajev         | 1997-1999    | PUKU      |
|         | Kassim-Zjomart Tokajev      | 1999-2002    | Otan      |
|         | Imangali Tasmagambetov      | 2002-2003    | Otan      |
|         | Danial Achmetov (1954)      | 2003-2007    | Otan      |
|         | Karim Masimov (1965)        | 2007-2012    | Noer Otan |
|         | Serik Achmetov              | 2012-2014    | Noer Otan |
|         | Karim Masimov (1965)        | 2014-2016    | Noer Otan |
|         | Bakitzjan Sagintajev (1963) | 2016-2019    | Noer Otan |
|         | Askar Mamin (1965)          | 2019-2022    | Noer Otan |
|         | Alichan Smajlov (1972)      | 2022-2024    | Amanat    |
|         | Roman Sklyar (1971)         | 2024         | Amanat    |
|         | Oljas Bektenov (1980)       | sinds 2024   | Amanat    |